# Phase2
『Phase2』（フェーズツー）は、日本の女性歌手、ちょうちょの2作目の同人ミニ・アルバム。2011年5月1日に発売された。

## 概要
- 前作『crystal note』以来、約2か月半ぶりとなるリリース。また、ちょうちょが1枚目のシングル「カワルミライ」でメジャーデビューしてから約半月後にリリースされた。
- 西洋のエレクトロニック・ミュージックの影響を強く受けており、5曲中4曲が全編英語詞楽曲となっている。decaf productionのtrigが全曲トータルプロデュースを担当した[1]。
- 2011年8月12日から14日にかけて東京ビッグサイトで開催された「コミックマーケット80」にて頒布後、通販サイト「ThREE!」限定で販売された[2]。

## 収録曲
| #  | タイトル             | 作詞 | 作曲・編曲 |
| -- | -------------------- | ---- | ---------- |
| 1. | 「Of Love...」       |      |            |
| 2. | 「Merry Go Round」   |      |            |
| 3. | 「Inside of You」    |      |            |
| 4. | 「Because You Know」 |      |            |
| 5. | 「Beautiful World」  |      |            |